# José Ricardo Cortés
José Ricardo Cortés (Cali, Colombia, 8 de septiembre de 1994) es un futbolista colombiano que juega de delantero para el Hapoel Hadera FC de la Liga Premier de Israel.

## Primeros años
José Ricardo fue víctima del maltrato intrafamiliar y de la violencia en Colombia. Huyó desplazado a Bolivia para probarse en un equipo de tercera división en condiciones adversas, sin techo ni dinero. Luego llegó al Real América donde anotó 28 goles en 24 partidos y se convirtió en la figura de su equipo.

## Trayectoria

### Real América
Tras probar suerte en el fútbol de Finlandia, Lituania y México. Llega al Real América de la segunda división del fútbol de Bolivia debutó en el año 2015 logrando convertirse en el goleador del equipo siendo pieza fundamental del mismo en el logro del campeonato lo que llevó a que el Atlético Bucaramanga de la Categoría Primera A del fútbol de Colombia se interesara en él y luego de una millonaria y accidentada transacción en la que debió mediar la FIFA fuera al fin transferido al equipo colombiano. El club boliviano Real América hizo lo posible por retenerlo y también terciarion en la disputa el Cruz Azul de México y Cerro Porteño de Paraguay.

### Atlético Bucaramanga
En 2017 estuvo todo el año con el equipo colombiano pero no tuvo mucha oportunidad de jugar debido a la presencia de jugadores como Franco Arizala y Sergio Romero, sin embargo, fue ratificado por el entrenador argentino Diego Cagna quien lo considera fundamental en el engranaje ofensivo de su equipo.
Para el 2024 ficha por la Carlos A. Mannucci para afrontar la Liga 1 2024. El club acabó en el puesto 16 de la tabla de la Liga 1 2024 al final de la temporada, por lo que terminó descendiendo a la Liga 2. En la última parte del torneo logró alzar notablemente su nivel, anotando 5 goles 31 partidos.

## Estadísticas

### Clubes
Actualizado al último partido disputado el 4 de mayo de 2024.
| Club                            | Div           | Temporada     | Liga  | Liga  | Copas nacionales | Copas nacionales | Copas internacionales | Copas internacionales | Total | Total |
| Club                            | Div           | Temporada     | Part. | Goles | Part.            | Goles            | Part.                 | Goles                 | Part. | Goles |
| ------------------------------- | ------------- | ------------- | ----- | ----- | ---------------- | ---------------- | --------------------- | --------------------- | ----- | ----- |
| Real América · Bolivia          | 3.ª           | 2015-16       | 28    | 24    | —                | —                | —                     | —                     | 28    | 24    |
| Real América · Bolivia          | 2ª            | 2016-17       | 12    | 6     | —                | —                | —                     | —                     | 12    | 6     |
| Real América · Bolivia          | Total club    | Total club    | 40    | 30    | 0                | 0                | 0                     | 0                     | 40    | 30    |
| Atlético Bucaramanga · Colombia | 1.ª           | 2017          | 10    | 0     | —                | —                | —                     | —                     | 10    | 0     |
| Atlético Bucaramanga · Colombia | 1.ª           | 2018          | 0     | 0     | —                | —                | —                     | —                     | 0     | 0     |
| Atlético Bucaramanga · Colombia | Total club    | Total club    | 10    | 0     | 0                | 0                | 0                     | 0                     | 10    | 0     |
| Destroyer's · Bolivia           | 1.ª           | 2019          | 44    | 12    | —                | —                | —                     | —                     | 44    | 12    |
| Destroyer's · Bolivia           | Total club    | Total club    | 44    | 12    | 0                | 0                | 0                     | 0                     | 44    | 12    |
| Diósgyőri V. T. K. · Hungría    | 1.ª           | 2020-21       | 10    | 0     | —                | —                | —                     | —                     | 10    | 0     |
| Diósgyőri V. T. K. · Hungría    | Total club    | Total club    | 10    | 0     | 0                | 0                | 0                     | 0                     | 10    | 0     |
| F. C. Košice Eslovenia          | 2.ª           | 2021-22       | 29    | 16    | 4                | 0                | —                     | —                     | 33    | 16    |
| F. C. Košice Eslovenia          | Total club    | Total club    | 29    | 16    | 4                | 0                | 0                     | 0                     | 33    | 16    |
| Banja Luka Bosnia y Herzegovina | 1.ª           | 2022-23       | 12    | 2     | —                | —                | 2                     | 1                     | 14    | 3     |
| Banja Luka Bosnia y Herzegovina | Total club    | Total club    | 12    | 2     | 0                | 0                | 2                     | 1                     | 14    | 3     |
| Carlos A. Mannucci · Perú       | 1.ª           | 2024          | 31    | 5     | —                | —                | —                     | —                     | 31    | 5     |
| Carlos A. Mannucci · Perú       | Total club    | Total club    | 31    | 5     | 0                | 0                | 0                     | 0                     | 31    | 5     |
| Total carrera                   | Total carrera | Total carrera | 176   | 65    | 4                | 0                | 2                     | 1                     | 182   | 67    |